# Brücke von Pergamon

Plan des Geländes der Roten Halle

Die Brücke von Pergamon ist eine römische Flussüberbauung in der antiken Stadt Pergamon (heute: Bergama) in der Türkei. Die Doppelröhre unter dem Vorplatz der Roten Halle ist mit einer Länge von 183 bzw. 196 m die bei weitem größte Flussüberbauung der Antike.

## Klassifizierung als Flussüberbauung
Die durchweg oberirdisch angelegte Brücke von Pergamon wird aufgrund ihrer ungewöhnlichen Breite in der Fachliteratur häufig missverständlich als Tunnel bezeichnet. Zwar besitzt sie einem Tunnel vergleichbare hydraulische und hydrologische Eigenschaften, aber bei ihrer Errichtung kamen ganz andere Bautechniken zum Einsatz, da angesichts ihrer Lage über Tage weder die Bestimmung der Vortriebsrichtung noch die Gefahr von Wassereinbrüchen oder Deckeneinstürzen eine Rolle spielten. Sinnvoller ist es deshalb laut Klaus Grewe, von einer Flussüberbauung zu sprechen, deren Konstruktion der einer besonders breitgezogenen Brücke entspricht, bei der die Last des Tonnengewölbes durch die Widerlager aufgefangen wird und die Mauer zwischen den beiden Röhren die statische Funktion eines Mittelpfeilers wahrnimmt.
Städtebaulich bieten sich solche Substruktionen vor allem dann an, wenn inmitten in der Stadt – sozusagen in bester Lage – eine große Freifläche für öffentliche oder sonstige Bauten gewonnen werden soll. Dies war auch in Pergamon der Fall, wo zur Zeit Hadrians (r. 117–138 n. Chr.) ein beträchtlicher Teil des Stadtflusses Selinus (heute: Bergama Çayı) überbrückt wurde, um Raum für den Vorplatz des Tempels der Ägyptischen Gottheiten (auch als Serapis-Tempel oder Rote Halle bekannt) zu schaffen (ein weiteres Beispiel in Kleinasien stellt die Brücke von Nysa dar).

## Konstruktion
Die Flussüberbauung von Pergamon besteht aus einer geradlinig verlaufenden Doppelröhre mit zwei parallelen Tonnengewölben, zwischen denen eine durchgehende Trennwand läuft. Die Längendifferenz zwischen der westlichen (183 m) und östlichen Röhre (196 m) ergibt sich daraus, dass die – bergseitig auf einer Höhe liegenden – Tunnelöffnungen talseitig 13 m versetzt enden. Infolge einer nachträglich eingebauten Schwelle von 2 m Höhe ist der Westtunnel heutzutage zum Teil versandet. Die Abmessungen der beiden Halbkreisbögen sind praktisch identisch: Die Spannweite beträgt jeweils 9 m, die Stichhöhe vom Kämpferpunkt bis zum Bogenscheitel 4,5 m und die lichte Höhe 7,5 m. Die aus unbearbeiteten Steinen im festen Mörtelverband aufgemauerten Gewölbe liegen beiderseits auf einem Unterbau aus Steinquadern auf.
Ober- und unterhalb der Flussüberbauung überqueren zwei gut erhaltene antike Brücken den Selinus, die Tabak Köprüsü und die Üç Kemer Köprüsü („Dreibogenbrücke“).

## Durchflusskapazität
Die Grenzkapazität der Flussüberbauung bei Hochwasser war Gegenstand hydraulischer und hydrologischer Untersuchungen. Bei einem Gefälle von 0,6 % wurde eine maximale Durchflusskapazität von 360 m³/s pro Tunnelröhre ermittelt, bevor der Selinus sich aufstaut, das Bauwerk unter Innendruck setzt und Schäden verursacht. Legt man diesem Wert zugrunde, dass der Selinus 13,4 km lang ist, ein mittleres Gefälle von 2,2 % aufweist und ein Einzugsgebiet von 101 km² umfasst, ergeben sich abhängig von der Methode folgende mittlere Wiederkehrsintervalle:
- 1.250 Jahre (Günerman-Methode)
- 1.550 Jahre (D.S.I.-Methode)
- 1.100 Jahre (Mockus-Methode)
- 8.500 Jahre (Snyder-Methode)

Demnach wäre statistisch alle 700 Jahre – der Wert, den Grewe als „arithmetisches Mittel“ bezeichnet – mit einem Hochwasser zu rechnen, das die Kapazität der Brücke von Pergamon überschreitet.